# Hornafjörður
Die Gemeinde Hornafjörður (isländisch Sveitarfélagið Hornafjörður) liegt im Süden von Island.
Am 1. Januar 2023 hatte die Gemeinde 2547 Einwohner. Die größte und einzige Stadt der Gemeinde ist Höfn mit 1808 Einwohnern; in Nesjahverfi lebten 112 Einwohner.

## Entstehung der Gemeinde
Die Gemeinde entstand am 6. Juni 1998 durch Vereinigung der folgenden vier Gemeinden:
- Hornafjarðarbær, gebildet 1994 durch Vereinigung der Gemeinde Höfn í Hornafirði mit den Landgemeinden Mýrar (Mýrahreppur) und Nes (Nesjahreppur)
- Landgemeinde Bær (Bæjarhreppur)
- Landgemeinde Borgarhöfn (Borgarhafnarhreppur)
- Landgemeinde Hof (Hofshreppur).

## Geografie

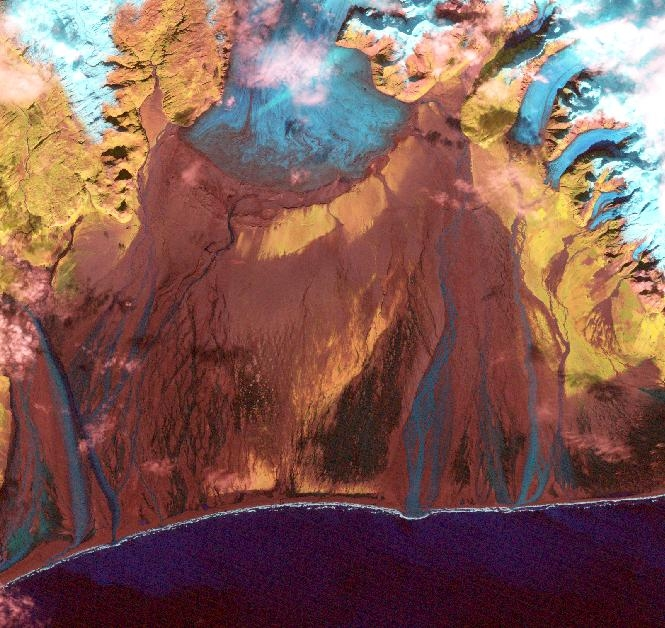
Skeiðarársandur

Brunnhólskirkja

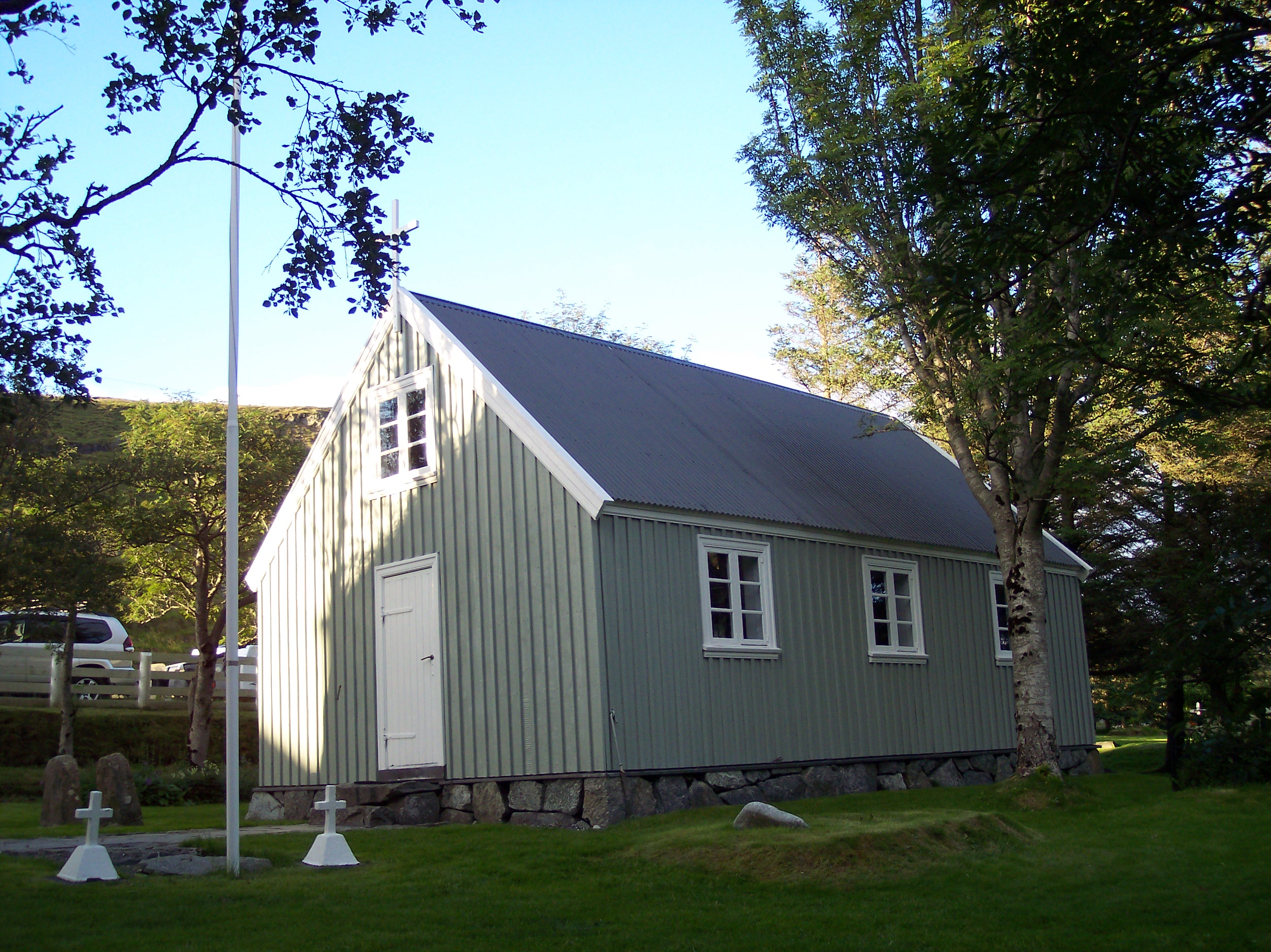
Stafafellskirkja

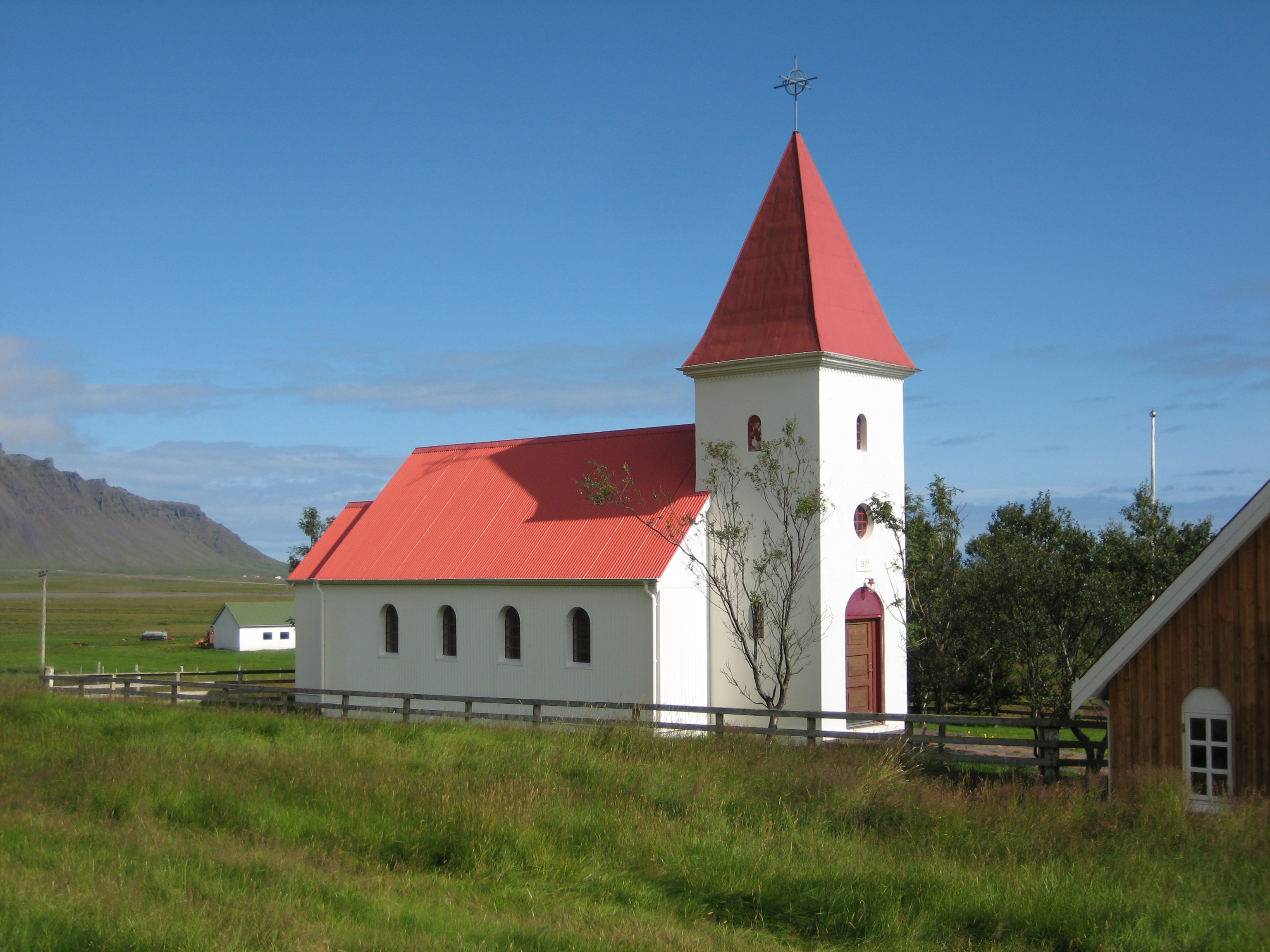
Kálfafellsstaðarkirkja

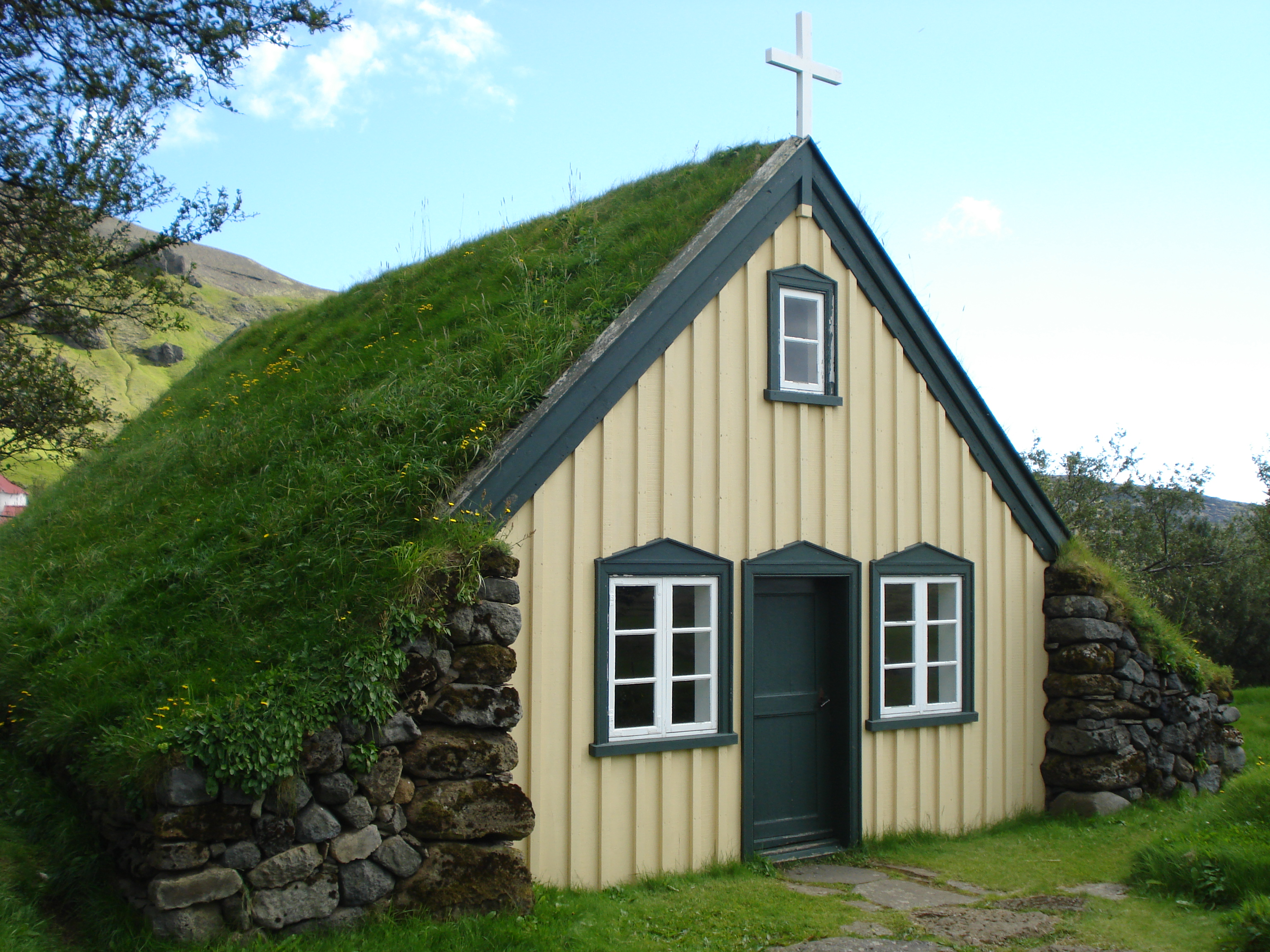
Hofskirkja

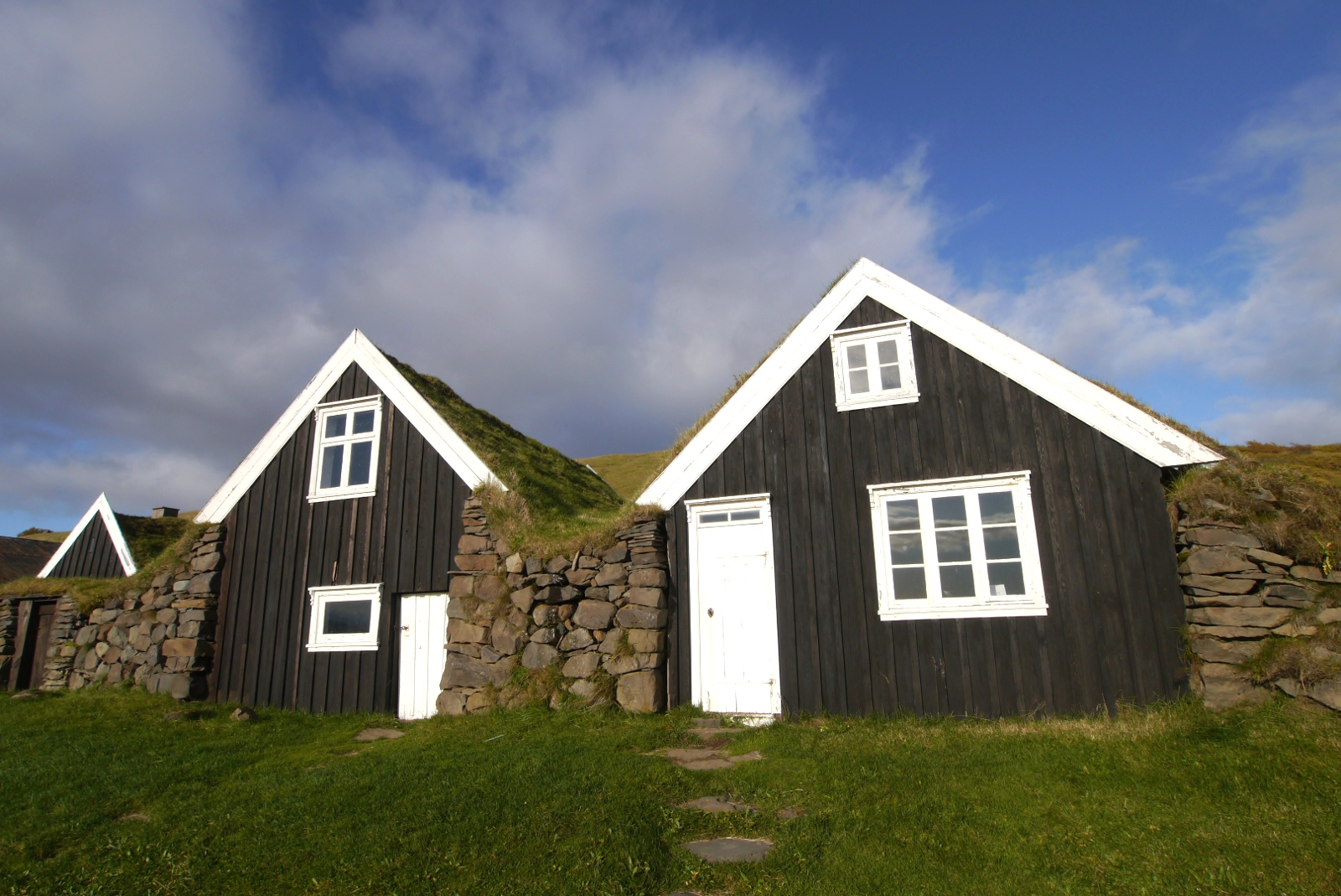
Museumshof Selið í Skaftafelli

Die Gemeinde liegt südöstlich des Vatnajökull. Der Hauptort Höfn befindet sich auf einer Landzunge zwischen den Fjorden Hornafjörður und Skarðsfjörður.
Im westlichen Teil Gemeinde befindet sich mit dem Morsárfoss der höchste Wasserfall Islands. Teile des Vatnajökull-Nationalparks liegen auf dem Gemeindegebiet. In der Nähe liegen die Kristínartindar sowie der Svartifoss.
Im Südwesten liegt das große Sandergebiet des Flusses Skeiðará, das Skeiðarársandur, nördlich davon der Skeiðarárjökull. Weiter östlich befindet sich der Öræfajökull mit dem Gipfel Hvannadalshnúkur, der mit 2110 m die höchste Erhebung Islands bildet.
Weiter östlich liegen der Breiðárlón sowie der Jökulsárlón, ein großer Gletschersee und der tiefste See Islands.

## Verkehr und Infrastruktur
Die Gemeinde verfügt neben dem weiter westlich gelegenen Þorlákshöfn in der Stadt Höfn über den einzigen Hafen der vorwiegend landwirtschaftlich geprägten und für den Schiffsverkehr zu flachen isländischen Südküste.
Die Gemeinde ist an die Ringstraße (Hringvegur), der Hauptverbindungsstraße des Landes, angebunden.
Die Entfernung nach Reykjavík beträgt 459 Kilometer, zum weiter nördlich gelegenen Egilsstaðir sind es 247 Kilometer.
Der Flughafen Hornafjarðarflugvöllur (engl. Hornafjörður Airport; IATA: HFN, ICAO: BIHN), liegt rund 7 km nördlich der Stadt Höfn.

## Ortsteile und Höfe
Der Hof Brunnhólt, nordwestlich von Höfn am Hringvegur, hat eine relativ große eigene Kirche (Brunnhólskirkja) mit einem weithin sichtbaren, massiven Turm, die 1920 eingeweiht wurde. Der Turm wurde 1947 nachträglich angebaut, und seit 1990 steht die Kirche unter Denkmalschutz.
Nordöstlich von Höfn am Hringvegur steht auf dem Hof Stafafell, wo bereits kurz nach der Einführung des Christentums auf Island um das Jahr 1000 die erste Kirche erbaut worden sein soll, die relativ kleine Holzkirche Stafafellskirkja von 1866. Die Kirche, die heute rund 80 Sitzplätze hat, wurde 1201 erstmals urkundlich erwähnt. Sie wurde mehrmals renoviert, zuletzt 1961 und 1988–1989. In ihrem Innern befindet sich ein Altargemälde, das aus der Zeit um 1670 stammen soll sowie eine alte Kanzel, auf der die Evangelisten abgebildet sind. Seit 1990 steht die Kirche unter Denkmalschutz. Auf dem Friedhof der Kirche sind vierzig französische Seeleute begraben, die ums Leben kamen, als mehrere französische Fischkutter am 6. März 1870 während eines Orkans in der Nähe des Hofes in Seenot gerieten.
In der Nähe des Flughafens Hornafjarðarflugvöllur befindet sich der Hof Hoffell, der bis 1920 über eine eigene Kirche (Hoffellskirkja) verfügte. Sie wurde 1981 aus Holz mit 45 Sitzplätzen wieder erbaut. Kanzel und Leuchter in ihrem Innern sind noch aus dem Vorgängerbau. Die moderne Bjarnarneskirkja von 1976, die etwa 10 km südlich des Hofes Hoffell steht, bildet einen auffallenden Kontrast hierzu.
Die 1927 erbaute Kálfafellsstaðarkirkja auf dem Hof Kálfafellsstaður an der Ringstraße im Westen der Gemeinde hat ebenfalls einen massiven, weithin sichtbaren Turm. Bereits vor der Reformation stand hier eine Kirche, die dem hl. Olaf von Norwegen geweiht war.
Im äußersten Westen der Gemeinde, rund 130 km westlich von Höfn, steht in dem Weiler Hof am südlichen Rand des Skaftafell Nationalparks die 1884 aus Torf gebaute Hofskirkja, eine der beiden einzigen Torfkirchen Islands, die noch als Pfarrkirche genutzt wird und eine von sechs bis heute erhaltenen Torfkirchen des Landes. Bereits 1348 wurde die Kirche des Gehöftes urkundlich erwähnt, und vor der Reformation war sie dem hl. Clemens geweiht. Ihre innen mit Holz verkleideten Wände sind außen aus Bruchsteinen und Torf, und das Dach ist mit Grassoden gedeckt. Die Kirche wurde 1953–1954 umfassend renoviert und 1954 neu geweiht. In ihrem Innern ist vor allem das Altargemälde des isländischen Malers Ólafur Tubals (1897–1964) beachtenswert sowie die in Dänemark angefertigten Zinnleuchter, die aus dem 17., möglicherweise sogar aus dem 16. Jahrhundert stammen. Außen hat das Gebäude eine Länge von 11,5 m und eine Breite von 9 m, innen jedoch wegen der sehr massiven Seitenwände eine Länge von 10,26 m und eine Breite von nur 5,05 m. Bereits seit 1951 befindet sich die Kirche in der Obhut des Isländischen Nationalmuseums.
Noch weiter westlich liegt der Hof Selið í Skaftafelli, der 1912 aus Bruchsteinen und Torf erbaut und 1946 verlassen wurde. Nachdem er 1972 unter die Obhut des Isländischen Nationalmuseums gestellt wurde, erfolgten eine Renovierung und eine Umwandlung in ein Museum. Der Hof liegt auf dem Gebiet des heutigen Skaftafell-Nationalparks wenige km nordwestlich des Besucherzentrums in der Nähe der Wasserfälle Hundafoss und Magnúsarfoss.

## Söhne und Töchter der Gemeinde
- Þórbergur Þórðarson (* 1888 oder 1889 in Hali í Suðursveit; † 1974), Schriftsteller

## Städtepartnerschaften
- Kungälv, Schweden
- Risør, Norwegen
- Samsø, Dänemark
- Taivassalo, Finnland[17]